# Mauro Ferreira
Mauro Ferreira do Nascimento (Rio de Janeiro, 6 de julho de 1965) é um jornalista e crítico musical brasileiro, conhecido por atuar no jornalismo musical desde a década de 1980.
Mauro fez reportagens musicais e escreveu resenhas de discos nos jornais O Globo (entre 1989 e 1997), O Dia (de agosto de 1997 a abril de 2016) e nas revistas ISTOÉ Gente (de 2000 a 2012) e Rolling Stone Brasil, da qual é colaborador regular desde 2007. De novembro de 2006 até junho de 2016 manteve um blog de crítica musical chamado Notas Musicais.
Em 2012, lançou seu primeiro livro na área musical, Cantadas - A sedução da voz feminina em 25 anos de jornalismo musical.
Desde 2017, Mauro Ferreira possui uma coluna diária no portal de notícias do G1; onde se dedica a comentar jornalisticamente sobre música e o mercado fonográfico brasileiro; também é uma coluna opinativa sobre shows e lançamentos musicais do momento.